# Regiunea Wadi Fira
Regiunea Wadi Fira este una dintre cele 22 unități administrativ-teritoriale de gradul I ale statului Ciad. Reședința sa este orașul Biltine.